# Filippo Acciaiuoli (podestà)

Escut dels Acciaiuoli

Filippo Acciaiuoli fou un polític italià del segle xiv. Era fill de Tommaso Acciaiuoli i germà de Donato Acciaiuoli el vell, membres de la família florentina dels Acciaiuoli. Fou podestà de la ciutat de Ferrara el 1365.